# Doro
För andra betydelser, se Doro (olika betydelser).
Doro är ett börsnoterat svenskt företag som levererar trygghetstjänster och telekomprodukter anpassade till seniora användare. I deras sortiment ingår dels mobiltelefoner anpassade för användare med nedsatt syn, hörsel, finmotorik eller kognitiv förmåga, dels tjänstestödda produkter som trygghetslarm. 
Doros produkter såldes 2022 i ett tjugotal länder och omsatte drygt 910 miljoner svenska kronor. Företaget är noterat på Nasdaq Stockholm, Nordiska Small Cap.
Företagets huvudkontor flyttade hösten 2018 till Malmö.  Samtidigt påbörjades också en process att etablera ett centrallager i Tjeckien.

## Historia
Företaget Doro grundades 1972 som Internovator AB, men lanserade sin första produkt 1974 vilket är året  de själva räknar som företagets födelse. 1981 bytte Internovator namn till Doro.
Innan till 2008 omfattade Doros verksamhet främst kontors- och hemtelefoner.[källa behövs]
Med introduktion av en mobiltelefon för äldre 2007, började företaget skifta fokus till konsumentelektronik speciellt anpassade för seniorer. Omställningen var framgångsrik och 2011 omfattandes Doros marknadsandel för mobiltelefoni bland nordiska pensionärer ca 8%.
2014 var Doro den femte största aktören på den svenska marknaden med mobila knapptelefoner. Företaget började expandera in på smartmobil-marknaden, med avsikt att nå användargrupper som önskade en lätthanterlig telefon med "smarta" funktioner.
I takt med ökad vana av att använda reguljära smartmobilen hos målgruppen och hård konkurrens på mobilmarknaden, började Doro 2018 arbeta mot att i högre grad bli ett tjänsteföretag. Fortfarande stod försäljningen av mobila telefoner (både smarta- och knapptelefoner av äldre modell) för 85% av intäkterna. Abonnemangtjänster skulle stärkas så att både privatpersoner och vårdföretag skulle kunna erbjudas en kombination av trygghetslarm och smarta hem. För ändamålet etablerade Doros egna larmcentralen i Sverige och Norge. Vid 2019 var försäljningen smartmobiler tydligt vikande.

## Organisationen
2021 delades Doro i två bolag, Doro AB respektive Careium AB. Då tillträdde som VD för Doro Jörgen Nilsson. 2025 är Doro AB:s VD Kjetil Fennefoss och Careium AB:s VD Christian Sigurdson-Walén.
Huvudkontoret finns i Malmö, men företaget har även egna kontor i Frankrike, England, Tyskland, Hongkong och Norge. Doro förvärvade två företag i Frankrike under 2011, som fokuserade på operativsystemet Android (Prylos SAS) respektive Telecare-lösningar (Birdy Technology SAS). Under 2018 förvärvades det engelska trygghetstjänsteföretaget Welbeing, vilket tillsammans med tidigare förvärv av norska Trygghetsentralen och Kalixbaserade CareTech gjorde att Doro under en period drev fem internationella Alarm Receiving Centre med flera hundratusen trygghetskunder. I december 2021 valde Doro att knoppa av Care-biten i ett separat bolag, Careium AB, som arbetar med trygghetslarm till offentliga sektorn, medan Doro AB fokuserar på konsumentelektronikprodukter.

## Produkter
Doros utbud omfattar bland annat trygghetstjänster, mobiltelefoner, applikationer samt produkter för fast telefoni. Till detta har sedan 2018 kopplats en större del servicetjänster, såsom övervakningssystem och fjärrstyrning av hemelektronik, vilka vid behov kan kontrolleras av vårdgivare på distans.
I allmänt medvetande förknippas Doro till stor del med sina mobiltelefoniprodukter för seniorer. Som exempel på vad som utmärker dem, kan den 2018 lanserade modellen Doro 8040 beskrivas. Denna smartmobil kombinerade dåvarande standardmässigt funktioner som fram- och bakkamera, internetmöjlighet och pekskärm. Anpassningar för seniora användare omfattade larmknapp på baksidan, förenklade menyer, större teckenstorlek, fysiska knappar och medföljande laddstation i stället för uttag för laddningskabel.

## Galleri

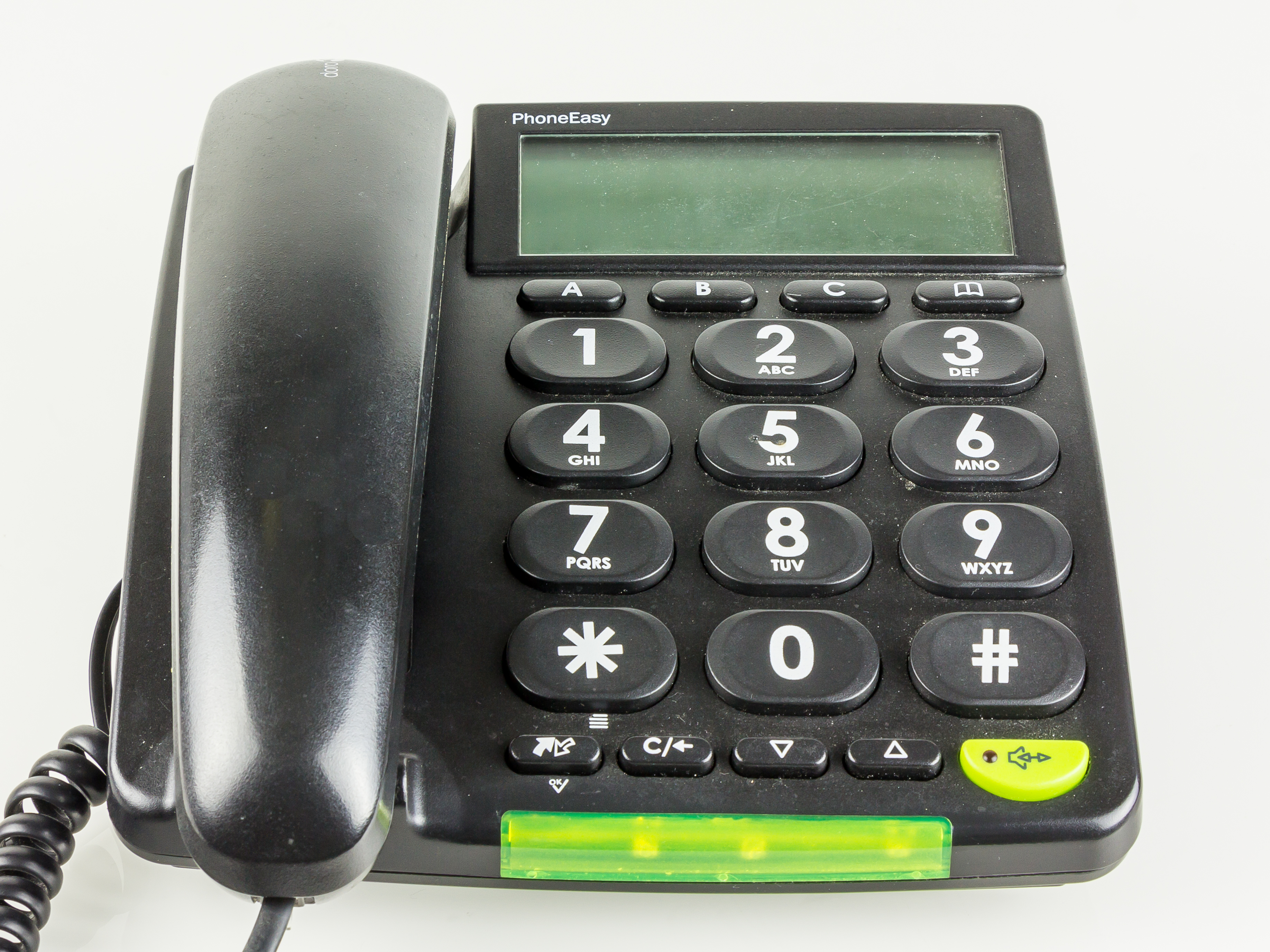
Stationär Doro-telefon med stora knappar, fotograferad 2019.
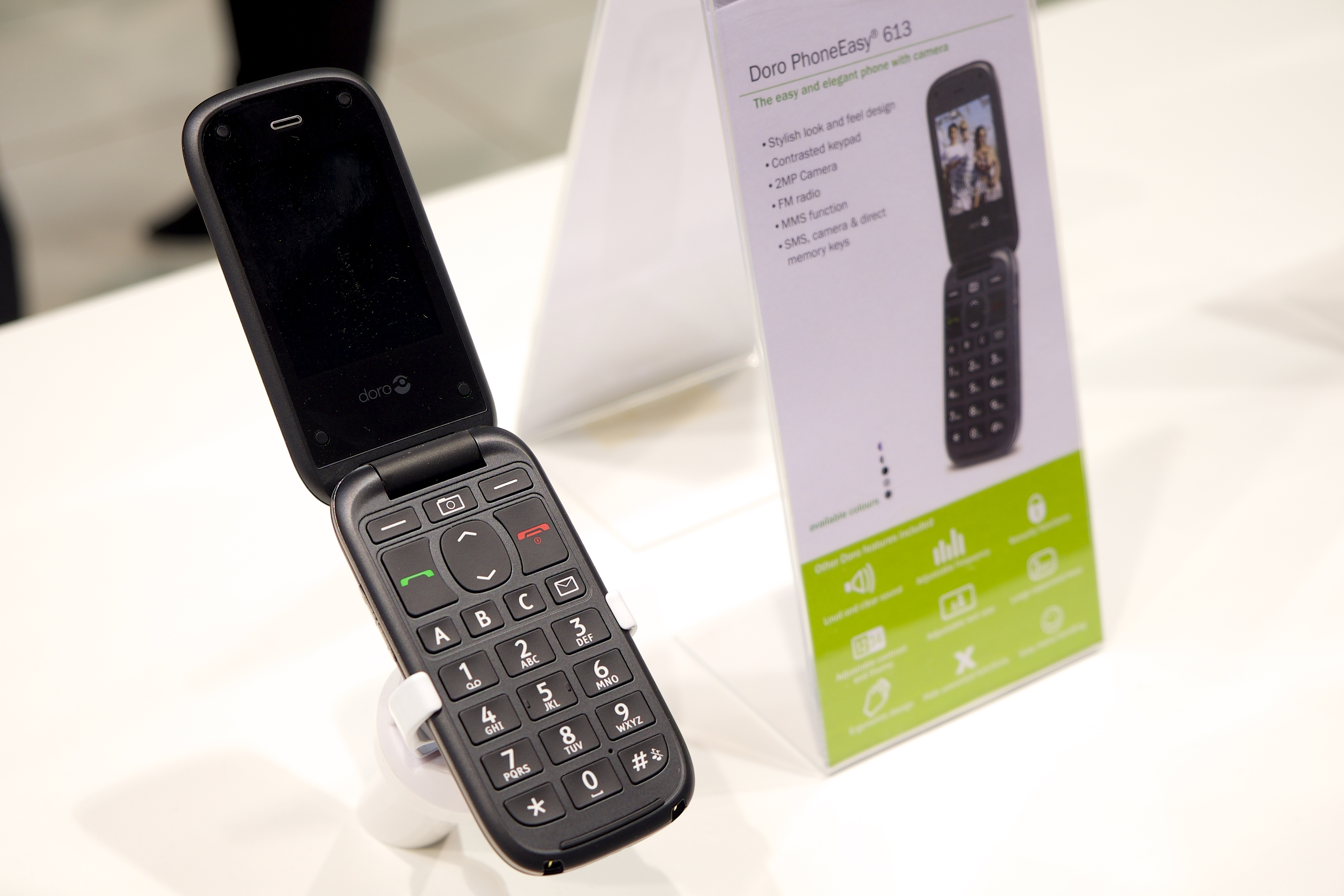
Doro PhoneEasy 613 – mobiltelefon med knappar, fotograferad 2015.
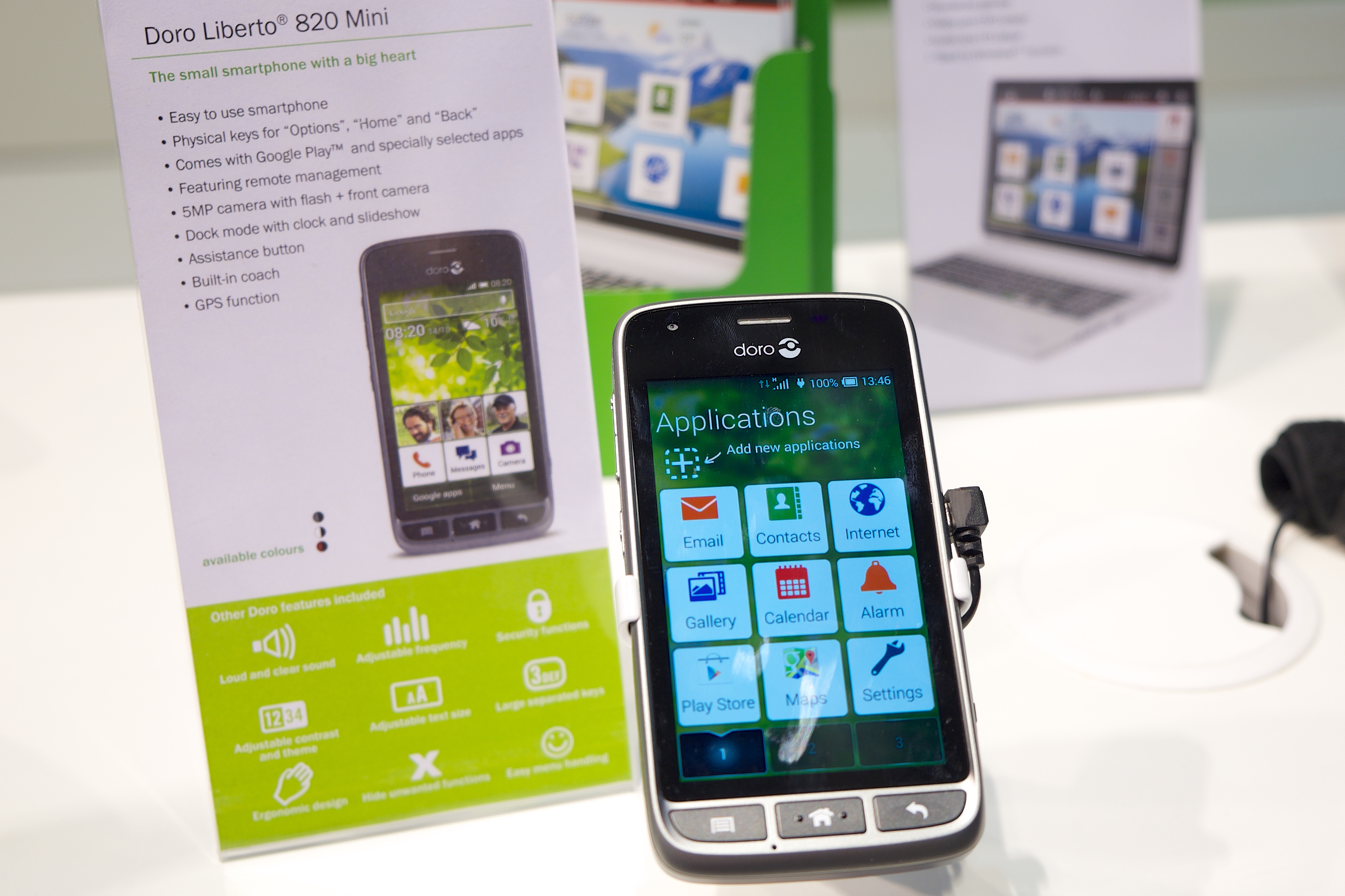
Doro Liberto 820 mini – smarttelefon med pekskärm och knappar, fotograferad 2015.
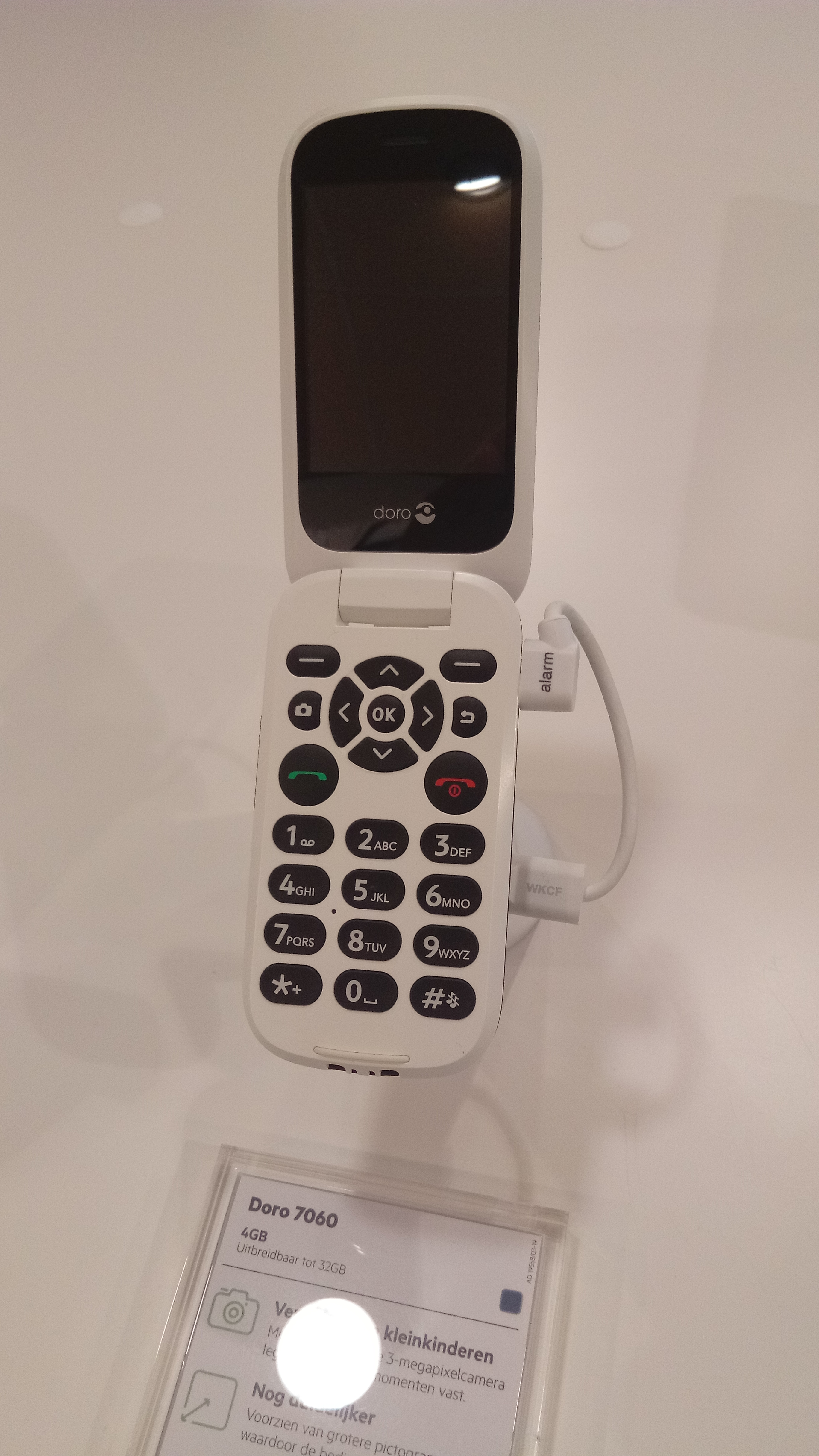
Doro 7060 - hopfällbar mobiltelefon, fotograferad 2019.
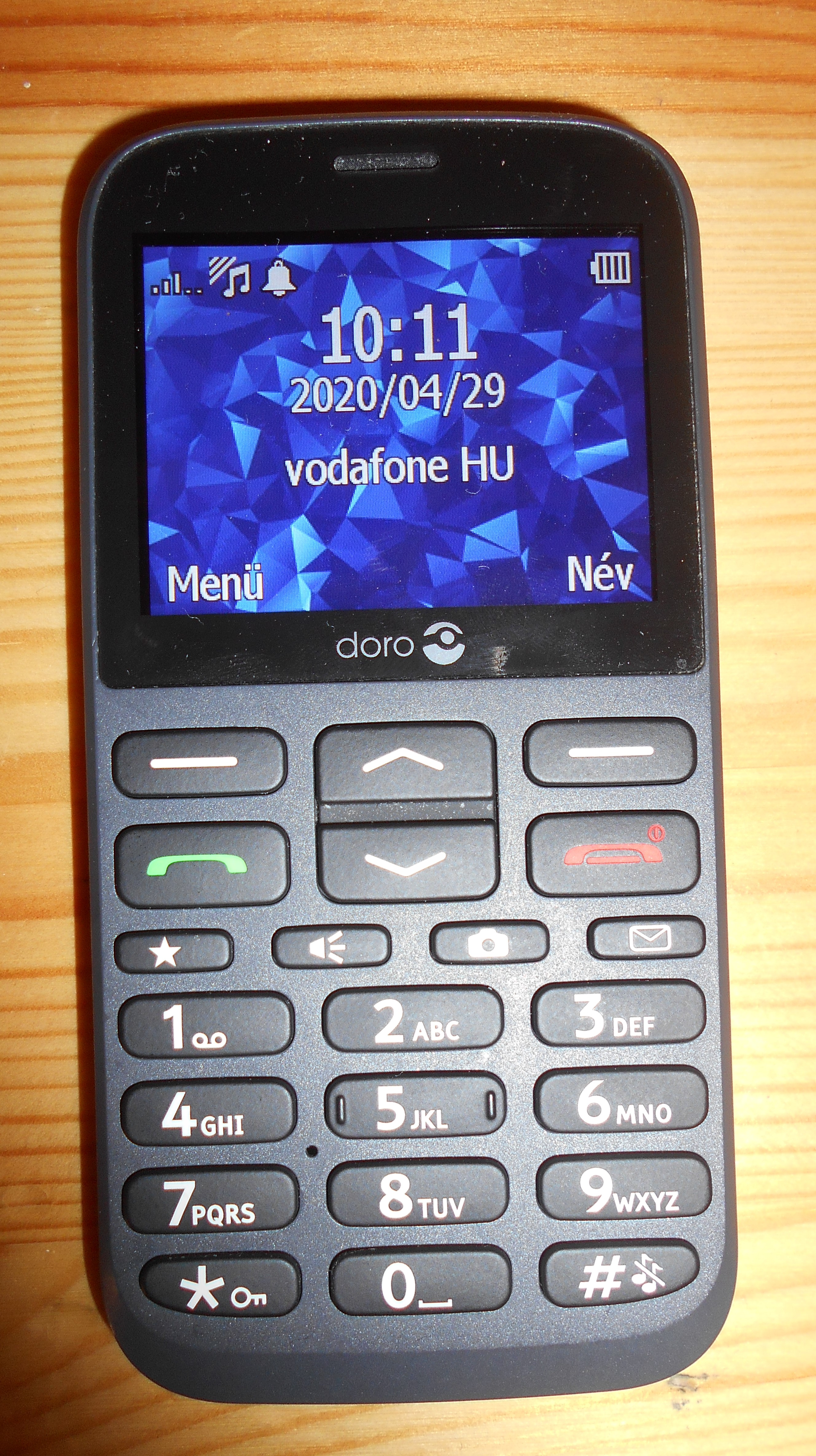
Doro 1370 - mobil knapptelefon, fotograferad 2020